# Понт-а-Муссон
Понт-а-Муссо́н (фр. Pont-à-Mousson) — коммуна во французском департаменте Мёрт и Мозель, региона Лотарингия. Относится к одноимённому кантону и является его центром. Основан в 1250 году. Город расположен примерно посередине между двумя крупнейшими городами Лотарингии Нанси и Мецем. Этот индустриальный город (металлургическая промышленность) стоит на реке Мозель.

## География
Понт-а-Муссон расположен ровно посередине между крупнейшими городами Лотарингии Нанси и Мецем. Он находится в 26 км к северу от Нанси и в 26 км к югу от Меца. Соседние коммуны: Мальдьер и Монтовиль на западе, Норруа-ле-Понт-а-Муссон на севере, Муссон на востоке, Аттон на юго-востоке, Блено-ле-Понт-а-Муссон и Жезенвиль на юге.

## Демография
Население коммуны на 2010 год составляло 14 505 человек.
| 1962   | 1968   | 1975   | 1982   | 1990   | 1999   | 2010   |
| ------ | ------ | ------ | ------ | ------ | ------ | ------ |
| 12 802 | 13 406 | 14 830 | 14 942 | 14 645 | 14 611 | 14 505 |

## Родились в Понт-а-Муссоне
- Маргарита Анжуйская (1429 — 1482), королева Англии
- Джон Барклай (1582—1621), шотландский сатирик и поэт
- Жеро Дюрок (1772-1813), герцог, французский генерал
- Майяр, Луи Камилл (1878-1936), французский учёный, врач и химик.